# Judy Cheeks
Judy Cheeks (Miami, 13 de fevereiro de 1954) é uma cantora estadunidense.
É filha do reverendo Julius Cheeks. Iniciou a carreira em 1973, com seu primeiro álbum que era uma mistura de soul do PNF e do R&B. Em 1978 ficou entre as 10 mais no The Hot Dance Music/Club com o single Mellow Lovin', gravando em seguida com Sasoul Orchestra o álbum com o mesmo título.